# Талли, Том
Том Та́лли (англ. Tom Tully; имя при рождении То́мас Кейн Та́лли (англ. Thomas Kane Tulley); 21 августа 1908, Дуранго, Колорадо — 27 апреля 1982, Ньюпорт-Бич, Калифорния) — американский актёр кино и телевидения, более всего известный ролями второго плана в фильмах 1940-50-х годов, а также по роли инспектора полиции Мэтта Гребба в полицейском телесериале «Линейка» 1954—1959 годов.
За свою карьеру Талли успел поработать на всех крупных киностудиях Голливуда со многими ведущими режиссёрами своего времени, среди них Отто Премингер, Эдвард Дмитрик, Жан Негулеско, Делмер Дэйвс, Кинг Видор, Роберт Уайз и Майкл Кёртиц. К числу лучших фильмов, в которых играл Талли, относятся военно-морская драма «Бунт на «Кейне»» (1954), фильм нуар «Там, где кончается тротуар» (1950) и криминальная драма «Чарли Вэррик» (1973). Наиболее успешными фильмами с участием Талли были также военная драма «Пункт назначения — Токио» (1943), мелодрама «Увидимся» (1944), вестерны «Рэйчел и незнакомец» (1948) и «Кровь на Луне» (1948), комедии «Июньская невеста» (1948) и «Неприятности на каждом шагу» (1953), биографическая музыкальная драма «Люби меня или покинь меня» (1955) и мелодрама «Норт Фредерик, дом 10» (1958).
«Типичной ролью Талли был жёсткий, но в принципе порядочный коп, офицер или другой представитель власти». «Среди его многочисленных мужественно-нежных экранных образов была роль первого капитана корабля „Кейн“ в „Бунт на «Кейне»“ (1954), которая принесла ему номинацию на Оскар за лучшую мужскую роль второго плана».

## Ранние годы
Том Талли родился 21 августа 1908 года в Дуранго на юго-западе штата Колорадо. Не сумев поступить в Военно-морскую академию, Талли пошёл служить рядовым моряком в военно-морской флот. После завершения службы он работал младшим репортёром в газете «Денвер пост», однако ради более высокой зарплаты решил пойти в актёры. Он начал работать актёром на радио, а затем и на театральной сцене «просто потому, что там лучше платили». После нескольких театральных неудач Талли удалось добиться прорыва со спектаклем Юджина О’Нила «О, пустыня!», и в конце концов он начал играть в Голливуде.

## Кинокарьера в 1940-е годы
«Обретя значительный опыт работы на радио и в театре», Талли дебютировал в кино в военной драме Рауля Уолша «Северная погоня» (1943), сыграв главу отряда канадской конной полиции, которая вышла на след немецкого диверсанта.
В годы Второй мировой войны Талли продолжал играть в фильмах на военную тематику, наиболее важными среди которых были приключенческий шпионский триллер Делмера Дэйвса «Пункт назначения — Токио» (1943) с Кэри Грантом и Джоном Гарфилдом, где Талли сыграл небольшую роль американского военного подводника, которого убивает японский парашютист. В мелодраме Уильяма Дитерле «Увидимся» (1944) Талли сыграл небольшую роль дяди вышедшей из тюрьмы за непреднамеренное убийство главной героини (Джинджер Роджерс), у которой начинается роман с контуженным на фронте сержантом (Джозеф Коттен). В шпионском триллере «Секретный приказ» (1944) Талли сыграл роль полковника Гестапо, внедрённого на американскую военную верфь с целью организовать её подрыв.
В 1945 году вышел криминальный триллер Льюиса Аллена «Невидимое» (1945), где Талли играл роль инспектора, ведущего расследование серии убийств в деревне в Новой Англии, после чего сыграл в романтической комедии Виктора Флеминга «Приключение» (1945) с Кларком Гейблом, Грир Гарсон и Джоан Блонделл. Наиболее значимыми картинами Талли в 1946 году стали драма Эдварда Дмитрика «До конца времён» (1946), рассказывающая о возвращении ветеранов Второй мировой войны к гражданской жизни (с Дороти МакГуайр и Робертом Митчемом в главных ролях), где Талли сыграл отца вернувшегося с фронта главного героя. Он также сыграл в вестерне «Виргинец» (1946) с участием Джоэла МакКри и Брайана Донлеви.
В 1947 году Талли сыграл в боксёрской драме Роя Роулэнда «Убийца МакКой» (1947) с Микки Руни, Брайаном Донлеви и Энн Блит, а в фильме нуар Роберта Монтгомери «Леди в озере» (1947) он был ведущим расследование капитаном полиции. Наиболее значимыми фильмами Талли в 1948 году стали комедия «Июньская невеста» (1948) с Бетт Дейвис и Робертом Монтгомери, а также два вестерна — «Рэйчел и незнакомец» (1948) Нормана Фостера с Лореттой Янг, Уильямом Холденом и Робертом Митчемом, где он сыграл роль сельского священника, и «Кровь на Луне» (1948) Роберта Уайза с участием Митчема и Барбары Бел Геддес, где Талли был скотоводом, которого пытаются вытеснить с его территории.

## Кинокарьера в 1950-е годы
В успешном фильме нуар Отто Премингера «Там, где кончается тротуар» (1950) с участием Дэны Эндрюса и Джин Тирни Талли сыграл важную роль добропорядочного таксиста и отца главной героини, на которого падает подозрение в убийстве. В вестерне Рудольфа Мате «Заклеймённый» (1950) с Аланом Лэддом Талли был управляющим ранчо, а год спустя он сыграл в вестерне Джорджа Шермана «Томагавк» (1951) с Ваном Хефлиным и Ивонн де Карло.
В фильме нуар Уильяма Дитерле «Поворотная точка» (1952), где популярный журналист (Уильям Холден) и специальный прокурор (Эдмонд О’Брайен) ведут борьбу с мафиозным синдикатом, Талли был примерным отцом прокурора и копом, подкупленным мафией. Мелодрама Кинга Видора «Руби Джентри» (1952) рассказывала о девушке из небольшого городка (Дженнифер Джонс), которая выходит замуж за богатого человека (Карл Молден), но продолжает любить своего школьного друга (Чарльтон Хестон). Отца девушки сыграл Талли. В том же году в приключенческой мелодраме Жана Негулеско «Соблазн дикой природы» (1952), он исполнил роль отца главного героя, вместе с которым он отправился на розыск двух пропавших охотников в болота Джорджии в 1910-х годах. Ещё одним фильмом Талли в 1952 году стал вестерн «Возвращение техасца» (1952) режиссёра Делмера Дэйвса.
В комедии Майкла Кёртиса «Неприятности на каждом шагу» (1953) Джон Уэйн играет роль футбольного тренера, которого приглашают организовать привлекательную спортивную программу в католический колледж, одним из наставников в котором работает отец Мэлоун в исполнении Талли. В комедии нравов Отто Премингера «Голубая луна» (1953) Талли сыграл роль отца добродетельной актрисы (Мэгги Макнамара), которую в течение вечера пытаются соблазнить два светских льва в исполнении Уильяма Холдена и Дэвида Найвена.
Одной из самых значительных картин в карьере Талли стала военно-морская драма Эдварда Дмитрика «Бунт на «Кейне»» (1954) с участием Хамфри Богарта, Хосе Феррера и Фреда МакМюррея. Талли сыграл в этом фильме роль капитана «Кейна», которого сменил персонаж Богарта, начавший устанавливать на корабле железный порядок и дисциплину. Фильм и его создатели были номинированы на семь Оскаров, в том числе Талли был номинирован за лучшую роль второго плана.
В 1955 году Талли сыграл в музыкально-биографической мелодраме Чарльза Видора «Люби меня или покинь меня» (1955) с участием Джеймса Кэгни и Дорис Дэй, а в приключенческой криминальной драме Дмитрика «Солдат свободы» (1955) с участием Кларка Гейбла и Сьюзен Хейворд, действие которой происходит в Китае 1950-х годов, Талли сыграл важную роль владельца бара, который выступает связующим звеном между героями и одновременно активным участником проводимого ими расследования.
В нуаровой драме «За высокой стеной» (1956) Талли сыграл редкую для себя главную роль. Он предстал в образе симпатичного, но морально слабого тюремного надзирателя, которого заключённые при побеге берут в заложники, и который после их случайной гибели сам становится преступником, пытаясь присвоить себе их деньги и обвинить их пропаже невиновного человека. Последней значимой картиной Талли в 1950-е годы стала психологическая драма «Норт Фредерик, дом 10» (1958) о последних годах жизни авторитетного адвоката (Гэри Купер), в которой Талли исполнил роль влиятельного закулисного воротилы, который разваливает брак дочери главного героя.

## Кинокарьера в 1960-е годы
В 1960-е годы Талли продолжал сниматься в кино, хотя его активность стала снижаться, и он всё больше работал на телевидении.
В 1960 году Талли сыграл капитана корабля в военной комедии «Самый странный корабль в армии» (1960) с Джеком Леммоном в главной роли, в 1964 году сыграл в драме Дмитрика «Воротилы» (1964) о крупном промышленнике и киномагнате в исполнении Джорджа Пеппарда, а также криминальный экшн-триллер режиссёра Дона Сигела «Блеф Кугана» (1968) с Клинтом Иствудом в главной роли, где Талли сыграл второстепенную роль провинциального шерифа. «Свою последнюю небольшую, но яркую роль незаконного торговца оружием Талли в триллере Сигела „Чарли Вэррик“ (1973)».

## Карьера на телевидении
В 1950-е годы Талли начал активно работать на телевидении. В 1954—1959 годах он играл одну из двух главных ролей инспектора полиции Мэтта Гребба в 185 эпизодах захватывающего и популярного полицейского телесериала «Линейка», действие которого происходит в Сан-Франциско.
В 1960 году Талли сыграл в эпизоде мистического телесериала «Альфред Хичкок представляет», в 1963 году — в криминальной теледраме «Неприкасаемые» и в криминальной драме «Правосудие Бёрка». В 1964 году Талли дважды сыграл памятные роли в судебном телесериале «Перри Мейсон». В 1964—1966 годах он также дважды появился как отец главного героя Дика Ван Дайка в ситкоме «Шоу Дика Ван Дайка», а в 1967 году сыграл в популярном ситкоме «Шоу Энди Гриффита». Талли также играл в популярных телевестернах «Сыромятная плеть» (1961—1965, 2 эпизода) и «Бонанза» (1965—1967, 2 эпизода). В 1966 году он сыграл в 17 эпизодах телевестерна «Шейн» (1966).

## Болезнь
В конце 1969 года в рамках программы поддержки войск Талли отправился на гастроли во Вьетнам, где подхватил филяриатоз, вызываемый особым местным червём. После возвращения в США ему поставили этот диагноз, после того, как сгусток крови перекрыл циркуляцию крови в вене. В итоге в 1971 году ему ампутировали ногу в районе бедра. Осложнения после этой операции привели к плевриту, глухоте и серьёзному истощению.
Однако Талли продолжал играть на телевидении в таких сериалах, как «Миссия невыполнима» (1972), «Новобранцы» (1972—1973), а также в фильме «Чарли Вэррик».

## Смерть
Том Талли умер 27 апреля 1982 года с Ньюпорт-Бич, Калифорния, в возрасте 73 лет от рака.

## Фильмография
- 1943 — Северная погоня / Northern Pursuit — Инспектор Барнетт
- 1943 — Пункт назначения — Токио / Destination Tokyo — Майк Коннерс
- 1943 — За стеной / Over the Wall (короткометражка) — Отец Дарси
- 1944 — Неограниченное вознаграждение / Reward Unlimited (короткометражка) — Отец Пегги
- 1944 — Секретный приказ / Secret Command — Полковник Хьюго фон Браун, он же «Брауни» Броунелл
- 1944 — Город сошёл с ума / The Town Went Wild — Генри Харрисон
- 1944 — Увидимся / I’ll Be Seeing You — Мистер Маршалл
- 1945 — Невидимое / The Unseen — Салливан
- 1945 — Поцелуй и расскажи / Kiss and Tell — Боб Прингл
- 1945 — Приключение / Adventure — Гас
- 1946 — Виргинец / The Virginian — Небраска
- 1946 — До конца времён / Till the End of Time — С. У. Харпер
- 1946 — Леди в озере /Lady in the Lake — Капитан Кейн
- 1947 — Интрига / Intrigue — Марк Эндрюс
- 1947 — Убийца МакКой / Killer McCoy — Сесил И. Уолш
- 1948 — Скудда-у! Скудда-эй! / Scudda Hoo! Scudda Hay! — Роберт «Роурер» МкГилл
- 1948 — Рэйчел и незнакомец / Rachel and the Stranger — Священник Джексон
- 1948 — Июньская невеста / June Bride — Мистер Уитман Бринкер
- 1948 — Кровь на Луне / Blood on the Moon — Джон Лафтон
- 1949 — Незаконное проникновение / Illegal Entry — Ник Грубер
- 1949 — Поцелуй для Корлисс / A Kiss for Corliss — Гарри П. Арчер
- 1949 — Леди берёт моряка / The Lady Takes a Sailor — Генри Дакворт
- 1950 — Там, где кончается тротуар / Where the Sidewalk Ends — Джиггс Тейлор
- 1950 — Заклеймённый / Branded — Рэнсом
- 1951 — Томагавк / Tomahawk — Дэн Кастелло
- 1951 — Леди и бандит / The Lady and the Bandit — Том Кинг
- 1951 — Карнавал в Техасе / Texas Carnival — Шериф Джексон
- 1952 — Возвращение техасца / Return of the Texan — Стад Спиллер
- 1952 — Любовь лучше, чем когда-либо / Love Is Better Than Ever — Мистер Чарльз Е. Макабой
- 1952 — Соблазн дикой природы / Lure of the Wilderness — Зак Тейлор
- 1952 — Поворотная точка / The Turning Point — Мэтт Конрой
- 1952 — Руби Джентри / Ruby Gentry — Джод Кори
- 1952 — Певец из джаза / The Jazz Singer — Дэн МакГарни
- 1952 — Кавалькада Америки / Cavalcade of America (телесериал, 1 эпизод)
- 1953 — Неприятности на каждом шагу / Trouble Along the Way — Отец Мэлоун
- 1953 — Голубая луна / The Moon Is Blue — Майкл О’Нил
- 1953 — Дева на крыше / Die Jungfrau auf dem Dach — Майкл О’Нил
- 1953 — Море затерянных кораблей / Sea of Lost Ships — Капитан ледовой разведки Холланд
- 1953—1956 — Телевизионный театр «Форда» / The Ford Television Theatre (телесериал, 2 эпизода)
- 1953—1957 — Освободите место для папочки / Make Room for Daddy (телесериал, 4 эпизода)
- 1954 — Стрела в пыли / Arrow in the Dust — Кроушоу
- 1954 — Бунт на «Кейне» / The Caine Mutiny — Коммандер ДеВрисс
- 1954 — Театр звезд «Шлиц» / Schlitz Playhouse of Stars (телесериал, 1 эпизод)
- 1954—1959 — Линейка / The Lineup (телесериал, 185 эпизодов) — Инспектор Мэтт Гребб
- 1955 — Солдат удачи / Soldier of Fortune — Твиди
- 1955 — Люби меня или покинь меня / Love Me or Leave Me — Фробишер
- 1955 — Телевизионный театр «Филко» / The Philco Television Playhouse (телесериал, 1 эпизод)
- 1956 — За высокой стеной / Behind the High Wall — Надсмотрщик Фрэнк Кармайкл
- 1956 — Телефонное время / Telephone Time (телесериал, 1 эпизод)
- 1956 — Театр Этель Берримор / Ethel Barrymore Theater (телесериал, 1 эпизод)
- 1956 — Театр звёзд / Celebrity Playhouse (телесериал, 1 эпизод)
- 1956 — Первый ряд в центре / Front Row Center (телесериал, 1 эпизод)
- 1957 — Театр Зейна Грея / Zane Grey Theater (телесериал, 2 эпизода)
- 1958 — Норт Фредерик, дом 10 / Ten North Frederick — Майк Слэттери
- 1960 — Самый странный корабль в армии / The Wackiest Ship in the Army — Капитан МакКланг
- 1960 — Альфред Хичкок представляет / Alfred Hitchcock Presents (телесериал, 1 эпизод)
- 1961 — Час «Юнайтед стейтс стил» / The United States Steel Hour (телесериал, 1 эпизод)
- 1961 — Истории Уэллс Фарго / Tales of Wells Fargo (телесериал, 1 эпизод)
- 1961—1965 — Сыромятная плеть / Rawhide (телесериал, 2 эпизода)
- 1962 — Империя / Empire (телесериал, 1 эпизод)
- 1963 — Неприкасаемые / The Untouchables (телесериал, 1 эпизод)
- 1963 — Правосудие Бёрка / Burke’s Law (телесериал, 1 эпизод)
- 1964 — Воротилы / The Carpetbaggers — Амос Уинтроп
- 1964 — Перри Мейсон / Perry Mason (телесериал, 2 эпизода)
- 1964 — Виргинец / The Virginian (телесериал, 1 эпизод)
- 1964—1966 — Шоу Дика Ван Дайка / The Dick Van Dyke Show (телесериал, 2 эпизода)
- 1965 — Флот МакХейла входит в ВВС / McHale’s Navy Joins the Air Force — Генерал Харкнесс
- 1965 — Дочь фермера / The Farmer’s Daughter (телесериал, 1 эпизод)
- 1965 — Легенда Джессе Джеймса / The Legend of Jesse James (телесериал, 1 эпизод)
- 1965 — Моя живая кукла / My Living Doll (телесериал, 1 эпизод)
- 1965 — Одиночка / The Loner (телесериал, 1 эпизод)
- 1965—1967 — Бонанза / Bonanza (телесериал, 2 эпизода)
- 1966 — Шэйн / Shane (телесериал, 17 эпизодов) — Том Старетт
- 1967 — Шоу Энди Гриффита / The Andy Griffith Show (телесериал, 1 эпизод)
- 1967 — Эй, хозяин / Hey, Landlord (телесериал, 1 эпизод)
- 1967—1969 — Оружие Уилла Соннетта / The Guns of Will Sonnett (телесериал, 2 эпизода)
- 1968 — Блеф Кугана / Coogan’s Bluff — Шериф МакКри
- 1969 — Теперь в любую секунду / Any Second Now (телефильм) — Говард Ленихэн
- 1969 — Высокий кустарник / The High Chaparral (телесериал, 1 эпизод)
- 1969 — Модный отряд / The Mod Squad (телесериал, 1 эпизод)
- 1972 — Миссия невыполнима / Mission: Impossible (телесериал, 1 эпизод)
- 1972—1973 — Новобранцы / The Rookies (телесериал, 2 эпизода)
- 1973 — Чарли Вэррик / Charley Varrick — Том
- 1973 — Температуры растут / Temperatures Rising (телесериал, 1 эпизод)
- 1974 — Угон / Hijack! (телефильм) — Мистер Нунэн